# Olivier Lajous
 (avril 2021).
Olivier Jérôme Lajous (né le 7 février 1955 à Toulon, (Var) est un officier général de marine, conférencier et directeur des ressources humaines français. Il a fait une apparition dans le film Goldeneye.

## Enfance et famille
Olivier Lajous naît le 7 février 1955 à Toulon, où son père, engagé dans la marine, avait servi. Pendant son adolescence, il est moniteur au club de voile d'Arcachon. Il passe toutes ses vacances dans la maison de son grand-père à Arcachon. Il déclare : "Tous mes souvenirs de jeunesse sont sur le Bassin, les cendres de mes parents sont à Arcachon, et plus précisément immergées à Mapoutchet".

Dans son enfance, Olivier Lajous voulait devenir élève de Science-Po Bordeaux avant d'abandonner ce rêve pour entrer dans la Marine nationale, comme son père, ancien marin d'état lui aussi.

Marié depuis le 12 juillet 1976, c'est à Arcachon qu'il a rencontré son épouse Sylvie. Le couple a trois filles.

## Carrière militaire

### Formation
Après avoir obtenu son baccalauréat série B, Olivier Lajous entre dans la Marine nationale le 1er octobre 1974 à l’école des officiers de réserve du centre d’instruction naval de Brest,,. Il y sert quelques mois comme matelot du service national avant d'être sélectionné comme officier de réserve en situation d'activité (ORSA). Il est admis au choix dans le corps des officiers de marine le 1er avril 1987,. Il est rattaché à la promotion 1974 de l'École navale.

### Premier commandement: leMono
Enseigne de vaisseau, chef de quart en 1975 il embarque sur le dragueur de mines Verseau à Brest, puis sur l'aviso Jean Moulin qui vient d'être lancé. Il participe à l'armement, aux essais et à la traversée de longue durée comme chef du service artillerie. Avec ce navire, il participe aux opérations de sauvetage de l'Amoco Cadiz. Durant l'été 1978, au titre de la coopération militaire, il rejoint le Togo où il commande le patrouilleur de 32 mètres, leMono alors au service de la marine nationale togolaise avec un équipage mixte franco-togolais,,. En 1979, il accueille à bord du Mono Thierry Sabine, Daniel Balavoine et un certain Michel Colucci qui étaient en route pour Le Dakar. Il aide Coluche, Sabine et Balavoine pour le forage d'un puits dans un village du Burkina Faso.
Il embarque ensuite sur l'aviso Quartier-Maître Anquetil à l'été 1980 et participe à son bord à la mission Ormuz dans le Golfe Arabo-persique au début de la guerre Iran-Irak,.
Il suit le cours des officiers "Missiles-Artillerie" de septembre 1981 à juin 1982, au Centre d'instruction naval de Saint Mandrier.
Promu Lieutenant de vaisseau, il embarque sur le porte-avions Clemenceau de juin 1982 à juin 1984 comme adjoint au chef du service "artillerie" (Art2),. Il participe notamment aux opérations de recherches des militaires français victimes de l'attentat de l'immeuble du Drakkar à Beyrouth. Au large du Liban, il participe aux missions "Olifant" et "Carrelet",.
De Juillet 1984 à juillet 1985 il embarque à bord de l'escorteur d'escadre Guépratte comme chef du service artillerie. À bord de ce bâtiment, il navigue au large des côte libyennes, dans le cadre de l'opération "Mirmillon" impliquée dans la surveillance du conflit entre la Libye et le Tchad,,.
De juin 1985 à juillet 1986, il embarque sur la frégate De Grasse qui navigue dans l'Océan Indien,. À son bord, il participe à l'opération Aden qui est une mission d'évacuation des ressortissants étrangers d'Aden dans le cadre de la guerre civile opposant les provinces du Nord et du Sud Yémen,. Sa mission suivante sera, toujours à bord de la même frégate, la surveillance du détroit d'Ormuz dans le cadre d'une opération du même nom que le détroit alors que la guerre Iran-Irak est en cours.
En juin 1986, il est appelé au poste d'aide de camp du chef d'état-major de la marine,, d'abord l'amiral Leenhardt, puis l'amiral Louzeau.

### Commandant de l'avisoLavallée
Promu Capitaine de corvette durant l'été 1988, il embarque sur la frégate Jean de Vienne comme chef du groupement opérations,. Il participe à deux missions dans le golfe Arabo-Persique, les missions "Promethée" et "Néreides" dans le cadre de la guerre Iran-Irak et à deux missions ("Bérénice" et Caspelle") au large du Liban,.
Il commande l'aviso Lieutenant de vaisseau Lavallée à partir de l'été 1990 basé à Tahiti avec lequel il participe à deux missions de contrôle des activités et d'arraisonnement des bateaux de l'ONG Greenpeace autour des atolls du centre d'expérimentations du Pacifique (CEP), "Nautile 90" et "Nautile 91",.
De septembre 1991 à février 1993, il suit les cours de la 83e promotion de l'École supérieure de guerre navale puis ceux de la 44e session du Cours supérieur interarmées.

### Capitaine de frégate et acteur
Promu Capitaine de frégate  durant l'été 1992, il est breveté de l'enseignement militaire supérieur, il occupe les fonctions de Directeur adjoint du service d'information et relations publiques de la marine (SIRPA/Mer), de février 1993 à juin 1996,,. C'est à cette époque qu'il participe comme acteur à un film de James Bond, Goldeneye où il a le rôle d'un officier de la marine française,.
Il est désigné comme sous chef d'état-major opérations de l'amiral commandant la Zone maritime de l'océan Indien à bord du bâtiment de commandement et de ravitaillement Var. Il participe à la mise en place et à la conduite de la mission de surveillance des îles Hanish dans le cadre du conflit qui oppose le Yémen et l'Érythrée, l'opération Condor.
De septembre 1997 à juin 1999, il est affecté au Bureau études et plans de l'état-major de la Marine et rédige notamment le premier projet d'objectif d'état-major des futures frégates multi missions et le document d'objectif financier des crédits d'équipements de la Marine pour la période 2003-2015. Il est fait chevalier de la Légion d'honneur le 30 septembre 1998.

### Directeur du SIRPA
En juillet 1999, il revient au SIRPA/Mer où il avait été commandant en second pour y diriger ce service jusqu'en juin 2001,. Il est ensuite promu au grade de Capitaine de vaisseau le 1er septembre 1999. Lors de cette affectation, il participe aux activités de communications de crise liées aux naufrages du pétrolier Erika et du chimiquier Ievoli Sun, ainsi qu'aux problèmes techniques liées à la mise en service du porte-avions Charles de Gaulle et de la perte du sous-marin russe le Koursk.
Il commande la frégate De Grasse de juin 2001 à juillet 2004. il participe notamment à la mission internationale de lutte contre le terrorisme en Mer d'Arabie et en Afghanistan de janvier à juin 2002 lors des missions « Héraclès » et « Enduring Freedom ». Il participe aussi aux opérations de sauvetage de Franck Cammas et de Jean Le Cam lors de la Route du Rhum en 2002. Lors de cette opération, il agit en coordination avec trois canots de la SNSM alors que De Grasse fait face en même temps à un incendie dans sa propre salle des machines.
De juin 2003 à juillet 2006, il est le chef du Bureau conditions du personnel de la Marine et secrétaire général du Conseil de la fonction militaire Marine(CFMM). il participe aux travaux d'élaboration de la loi du 24 mars 2005 portant statut général des militaires. De juillet à décembre 2006, il est chargé de mission auprès du Directeur du personnel de la Marine et participe aux travaux du collège de classement des officiers.

### Officier général
Contre-amiral le 1er janvier 2007, il prend la direction du Centre d'enseignement supérieur de la Marine (CESM) et de délégué aux réserves (DRES). Il participe à la rédaction du "Livre blanc" de la défense et de la sécurité nationale.
De février 2008 à juillet 2009, il est le conseiller militaire pour la défense du monde maritime auprès du ministre chargé des Outremers, d'abord M. Christian Estrosi puis M. Yves Jégo,.
Nommé Vice-amiral le 1er septembre 2009, il prend la Direction du personnel militaire de la marine (DPMM), sous-chef des ressources humaines. Il gère alors la carrière de près de 45000 marins. Ses trois années comme DRH de la marine lui vaudront d'ailleurs le prix de meilleur DRH en 2012. Il est fait officier de la Légion d'honneur le 6 juillet 2010.
Vice-amiral d'escadre le 1er mai 2010. Le 1er septembre 2012, il est chargé de mission auprès du chef d'état-major de la marine.
Le 8 novembre 2012, il est admis en deuxième section des officiers généraux de la marine. Cette même année, il a été élu DRH de l'année par l'Institut des ressources humaines.

## Carrière civile

SNSM (Société nationale de sauvetage en mer)

Avant même de quitter la Marine nationale en septembre 2012. Olivier Lajous a déjà exercé des fonctions de représentation ou dirigeantes dans des activités civiles. Il a été vice président du « Yacht Club de France » et du cercle national des armées. Ses diverses activités et intérêts l'ont conduit à être membre du cercle de la mer, de l’association « Éric Tabarly ». Il a été membre de la société nationale de sauvetage en mer (SNSM) alors qu'il pratique la voile. Côté sports, il pratique aussi le jogging.
Très intéressé par les sciences humaines, il a suivi des cours de graphologie et de psychologie délivrés par l’université américaine d’Harvard (Boston University). Il est également membre de l’association d’aide à l’enfance « Enfants du Mékong ».
Dès 2010, il est le président bénévole du "club DeciDRH" et ce jusqu'en 2016. Il est élu DRH de l'année 2012 par Cadremploi, le cabinet Hudson et le Figaro économie,. En décembre 2012, il fonde sa société de conseil dans le domaine des ressources humaines,. Depuis février 2013, il est membre titulaire de l’Académie de marine.
Il prend la présidence bénévole de la société nationale des sauveteurs en mer (SNSM) le 31 mai 2013, mais le 26 septembre il démissionne.
Depuis 2013, il est consultant de diverses entreprises dont le conseil de gérance de l’Association familiale Mulliez. De 2014 à 2017, il est président de la Mutuelle nationale militaire Unéo. De 2017 à 2018, il préside aussi l’EMRH de Sciences Po.
Olivier Lajous est un conférencier. Il intervient en entreprises et dans des écoles d’enseignement supérieur sur des thèmes de prédilection qui sont ceux du management, de la conduite du changement, et de l’éthique,.
C'est aussi un auteur qui a publié 3 ouvrages aux Éditions Harmattan : L'art de diriger (2013), L'art du temps (2015) et L'art de l'équilibre (2016).
Avec Philippe Arraou, Jacky Isabello, Geneviève Goetzinger, Michel Landel, Jean-Claude Mailly, Alexandre Malafaye et Joséphine Staron, Olivier Lajous signe la tribune collective publiée dans Marianne appelant à la constitution d'un nouveau Conseil National de la Reconstruction (CNR).

## Médailles et distinctions
Le vice-amiral d'escadre Olivier Lajous est décoré de :
- La Légion d’honneur au grade d'officier[4],[3].
- L'ordre national du Mérite au grade d'officier[4],[3].
- La croix de la valeur militaire  avec  étoile de bronze et citation à l’ordre de la division de bâtiments[3].
- La croix du combattant.
- La croix du mérite maritime au grade de chevalier[3].
- La médaille d’outre-mer avec agrafes «Liban» et «Ormuz»[3].
- La médaille d’argent de la Défense nationale avec agrafes « missions d’assistance extérieures » et « bâtiment de combat »[3].
- La médaille de reconnaissance de la nation avec agrafe « opérations extérieures »[3].
- La médaille commémorative française avec agrafe « Afghanistan »[3].
- L'ordre togolais du Mono  au grade officier[3].
- L'ordre du Mérite du conseil international du sport militaire au grade chevalier[3].

## Ouvrages
Olivier Lajous est contributeur et auteur de différents ouvrages et livres. Dans ces livres, il raconte différentes méthodes de management.
Auteur
- L’Art de diriger ?, éditions L'Harmattan (2013)[7]
- l'Art du temps, éditions L'Harmattan (2015)[7]
- l'Art de l'équilibre, éditions L'Harmattan (2016)[16],[7]
- DRH : le courage de l'humain !, avec Thomas Vilcot, Afnor éditions (2021)

Contributeur sur des récits militaires
- Zeraq, la mer sur le vif, éditions L'Elocoquent[7]
- Bras de fer à Moruroa, éditions L'Elocoquent (2013)[7]
- Mer et Marine de Siméon Montrose et Eric Barrault, L'Harmattan (2014)